# 2000年夏季残疾人奥林匹克运动会约旦代表团
2000年夏季残疾人奥林匹克运动会约旦代表团是约旦派出的2000年夏季残疾人奥林匹克运动会代表团。获得1枚金牌。